# Octave Feuillet
Octave Feuillet (ur. 11 sierpnia 1821 w Saint-Lô, zm. 29 grudnia 1890 w Paryżu) – francuski powieściopisarz, dramaturg, dziennikarz i bibliotekarz, członek Akademii Francuskiej

## Życiorys
Ukończył Liceum Ludwika Wielkiego w Paryżu z wyróżnieniem. Ojciec Jacques, prawnik i urzędnik, marzył o karierze dyplomatycznej dla syna. Na jego decyzję o poświęceniu się pisarstwa zareagował wydziedziczeniem go w 1840. Octave przeniósł się do Paryża, gdzie pracował jako dziennikarz i pisał komedie do spółki z Paulem Bocage. Po trzech latach ojciec cofnął krzywdzącą go decyzję, dzięki czemu Octave mógł spokojnie poświęcić się pracy pisarskiej. W późniejszym czasie powrócił do Saint-Lô, aby opiekować się cierpiącym na chorobę nerwową Jacquesem. W 1851 poślubił Valérie Dubois, również pisarkę. W 1852 odniósł pierwsze poważne sukcesy dzięki publikacji powieści Bellah i wystawieniu komedii La Crise. Rozpoczęły one okres współpracy tego twórcy z pismem Revue des Deux Mondes. Stylistycznie sytuował się między romantyzmem a realizmem.
Po śmierci ojca rodzina Feuillet na stałe wróciła do Paryża, gdzie stali się mile widzianymi gości ma dworze Napoleona III. Cesarzowa Eugenia zagrała Panią de Pons w dworskim przedstawieniu sztuki Les Portraits de la Marquise. W 1862 Feuillet stał się członkiem Akademii Francuskiej (Eugenia gościła na uroczystości wprowadzenia go do Akademii), zaś w 1868 otrzymał nominację na bibliotekarza pałacu w Fontainebleau. Śmierć najstarszego syna skłoniła go do przenosin na przedmieścia Saint-Lô, do domu zwanego Les Paillers. Ostatnie lata życia spędził w podróży, borykając się z depresją i innymi chorobami.

## Upamiętnienie
Jest patronem ulicy w 16. dzielnicy Paryża, Saint-Lô oraz kilku innych miastach francuskich. W Paryżu znajduje się też liceum zawodowe jego imienia.

## Ważniejsze dzieła
- Un Bourgeois de Rome (komedia, 1845, debiut literacki)
- Echec et mat (dramat, 1846, z Bocagem)
- Palma, ou: La nuit du vendredi saint (dramat, 1847, z Bocagem)
- La Vieillesse de Richelieu (dramat, 1848, z Bocagem)
- Bellah (powieść, 1852)
- La Crise (komedia, 1854)
- La Petite Comtesse (powieść, 1857)
- Dalila (powieść, 1857)
- Le Roman d'un jeune homme pauvre (powieść, 1858)
- Sibylle (powieść, 1862)
- Monsieur de Camors (powieść, 1867)
- Julia de Trécœur (powieść, 1872)
- Honneur d'artiste (powieść, 1890, ostatnie dzieło)